# اندیس چشمه سرخ ۲
چشمه سرخ ۲ یک اندیس فلزی است که در حوالی شهر ده بید استان فارس قرار دارد و مادهٔ معدنی موجود در آن، آهن است.سنگ میزبان این اندیس آهک است  